# Poljčane
Poljčane so naselje z okoli 1.100 prebivalci in središče istoimenske občine. 
Uradno je naselje nastalo leta 1957, z združitvijo dotedanjih naselij Máharske vasi na levi strani potoka Brežnice in Pêkla, ob železniški postaji in v bregu nad njo.
Poljčane ležijo v Dravinjski dolini. Na jugu se nad Zgornjimi Poljčanami dviga Boč (978 m), na severu dolino ograjujejo Dravinjske gorice. Ker Dravinja pogosto poplavlja, je poselitev nastala na obrobju doline. 

## Zgodovina
V prvi polovici 1. st.pr.n.št. so ti kraji sodili pod Noriško kraljestvo. Nekateri ostanki pričajo o naselitvi v rimski dobi okoli leta 15 pr.n.št. Območje Dravinjske doline so naselili Kelti v 3. stoletju. Naseljevanje se je samo še širilo.
Leta 1237 Zofija Rogaška začne graditi cerkev in hospital ob Toplem potoku v današnjih Studenicah. Pred letom 1245 nastane v Studenicah ženski samostan, ki ga ustanoviteljica poimenuje Vrelec mladosti. Leta 1245 se prvič pojavi ime Poljčane oziroma Poltsah. V drugi polovici 14. stoletja se tukaj naseli plemiška rodbina Graslov, ki so imeli tukaj svoj fevd.
Med letoma 1844 - 1846 so skozi Poljčane speljali železnico Dunaj-Trst. Razvoj se je silovito razmahnil. V 19. stoletju je bila v kraju že pošta, šola in več sejmov. Leta 1809 je bil pouk v stari kmečki hiši, 1928 je bilo zgrajeno prvo, 1878 pa drugo šolsko poslopje, ki so ga obnovili 1902. Leta 1910 je nemški Schulverein v Peklu ustanovil svojo šolo, ki je delovala do leta 1919. Leta 1905 ob Dravinji zgradijo prvo elektrarno. V 2. svetovni vojni so bile Poljčane (Pöltschach) zelo poškodovane. Leta 1955 zgradilo prvi vodovod iz zbiralnika pod Bočem. Leta 1968 so obnovili šolo.
V Peklu je od 1907 do smrti leta 1935 deloval podjetnik Peter Magerl, ki je leta 1908 postavil moderno parno žago in bil med letoma 1920 do 1929 tudi župan. Leta 1932 je v Poljčanah umrl prof. Alojz Rezman, karitativni in gospodarski delavec.
Leta 1952 so bile iz krajevnih odborov ustanovljene občine, tudi Občina Poljčane, ki pa je bila leta 1958 priključena Občini Slovenska Bistrica. Samostojna občina je ponovno postala leta 2006.

## Promet
Poljčane ležijo na križišču štirih pomembnejših cest: proti Slovenski Bistrici in Mariboru, Ptuju, Rogaški Slatini in Slovenskim Konjicam. Skozi naselje poteka Železniška proga Zidani Most – Šentilj.
Železniška proga Poljčane - Slovenske Konjice - Zreče je bila ozkotirna železniška proga (širine 760 mm) med Poljčanami in Slovenskimi Konjicami, ki je obratovala med letoma 1892 in 1962, do Zreč pa je bila podaljšana leta 1921.

## Šolstvo
Organizirano šolstvo de je začelo v Poljčanah leta 1809. Prva privatna učitelja sta bila Leitgeb V. iz Češkega in pozneje Kerschpreth V. Leta 1828 je bil imenovan stalni učitelj Vrisk Mihael, organist in mežnar v Poljčanah, ki je poučeval do leta 1841. Od leta 1841 do leta 1862 je bilo že 14 različnih učiteljev. Šola je bila pod patronatom studeniške gospode, nadzorstvo je izvajal lavantinski ordinariat v Sv. Andreja iz Koroške.
leta 1870 je bila z odlokom deželnega šolskega sveta v Gradcu, šola uvrščena med enorazrednice, leta 1873 pa razširjena v dvorazrednico. Leta 1878 so zgradili novo šolsko poslopje, ker staro ni več ustrezalo tedanjemu času. V letih 1869 do 1878 je bilo že okrog 200 šolo obveznih otrok. Ker je bilo otrok čedalje več, je bila šola leta 1896 razširjena v petrazrednico, leta 1908 pa v šestrazrednico.
Da bi prebivalstvo v Poljčanah čim prej ponemčili, je društvo Schulverein zgradilo leta 1910 novo moderno zgradbo za privatno nemško dvorazrednico, ki je dobila pravico javnosti. Ob koncu vojne leta 1919 je bila ta šola ukinjena.
V Poljčanah je bilo 30. novembra 1930 leta ustanovljeno tudi Sokolsko društvo. Gojili so gimnastiko, odbojko, namizni tenis, atletiko, plavanje, smučanje, pa tudi taborništvo in kulturo.

## Znamenitosti
V naselju Zgornje Poljčane:
- župnijska cerkev Sv. Križa z župniščem iz leta 1895. Gre za baročno cerkev, ki je bila večkrat prezidana. Je velika stavba s čokatim zvonikom, ki ima čebulasto streho. Z ladjo je povezan z delom, ki ima romansko okno in predstavlja ostanek prvotne cerkve, ki naj bi bila iz 12. stoletja. Ohranjen je oltar sv. Boštjana iz 18. st. O tem priča plošča, napisana ustanovitelju Iringu.

Za celoten kompleks je značilno tudi gospodarsko poslopje iz 19. stoletja z obokanimi hlevi, dekorativnimi prezračevalnimi režami ter svinjak.
- Šola: Enonadstropno šolsko poslopje v tlorisu oblikovano na U s strmo opečna streho. Fasada je bogato členjena, neobaročna. Glavno desetosno pročelje je razgibano z dvema plitvima rizalitoma, ki se zaključujeta s konzolnim podstrešnim vencem. Pilastre zaključujejo korintski kapiteli. V levem rizalitu je vhodni polkrožno zaključeni portal z letnico 1878 v temenskem sklepniku.

Zgornje Poljčane - vila Potrčeva 7: Hiša je primer vile z vrtom iz konca 19. oziroma začetka 20. stoletja.
Kot naselbinski spomenik je zaščiteno staro vaško jedro Zg. Poljčan. Hiše so pritlične in enonadstropne, večinoma iz 19. in prve polovice 20. stoletja. Značilna so večja gospodarska poslopja z opečnimi prezračevalnimi mrežami. Naselje je nastalo že v antiki in se v srednjem veku prvič imenuje leta 1245 pod imenom Poltsah.
Kot umetnostni in arhitekturni spomenik sta zaščiteni:
- kapela Marija sedem žalosti na pokopališču, z dvema zvonikoma in neorenesančno okrašenimi fasadami. V notranjosti je kvaliteten zlati oltar iz 17. stoletja z mlajšim kipom Pieta in dvema angeloma v stranskih nišah.
- Kapelica sv. Luke, ki stoji ob cesti. Je primer baročne kapelice zaprtega tipa in pomemben poudarek trškega jedra.

### Etnološki in tehnični spomeniki
V skladu z Odlokom o razglasitvi nepremičnih kulturnih spomenikov lokalnega pomena, so v naselju Poljčane kot etnološki spomeniki določeni:
- hiša Bistriška 61 je enonadstropna hiša s sedemosno glavno fasado, strmo dvokapno čopasto opečno streho. Fasado členijo rustika v pritličju, poudarjene okenske osi v nadstropju, šivani robovi in profilirani mejni ter podstrešni zidci. Hiša je bila zgrajena v zadnji tretjini 19. stoletja.

- hiša Bistriška 65 je enonadstropna petosna stanovanjska stavba, s strmo opečno streho. Fasade so bogato členjene. V srednji osi sta pravokotno oblikovan vhodni portal ter balkon z litoželezno ograjo. Stranski fasadni osi sta poudarjeni s plitvima rizalitoma s trikotnima strešnima celoma. Hiša je dober primer neoklasicistične arhitekture 19.stoletja.

- hiša Bistriška 67 je neobaročna arhitektura s konca 19. stoletja. Enonadstropna hiša s strmo dvokapno opečno streho, je po dolžini 14 osna ter v zatrepnih delih eno in triosna. Srednji del je poudarjen s štiriosnim plitvo členjenim rizalitom, ki ga krasijo putti in herme. Streho dopolnjuje stolpiček z uro.

Kot tehniški spomenik sta zaščitena:
- kretniška postavljalnica je zgodovinski objekt tehniško-arhitekturnega pomena. Postavljena je bila po letu 1910. Osnovne naprave niso ohranjene. Objekt je obnovljen, vendar ne opravljava svoje prvotne funkcije.

- železniško tovorno skladišče stoji zraven tirov v sklopu železniške postaje Poljčane. Pritlična stavba je bila zgrajena po letu 1845 kot pomožni objekt ob trasi proge Šentilj – Celje (2. 6. 1846). Je predalčne gradnja, konstrukcija je lesena, polnilo pa opečno (Fachwerk). Stavba je ohranila svojo prvotno podobo.